# ロベール・ブラッサ
ロベール・ブラッサ（Robert Bourassa、本名：Jean-Robert Bourassa、1933年7月14日 - 1996年10月2日）は、カナダの政治家、第22代ケベック州首相を2期通算15年弱（在任：1970年5月12日- 1976年11月25日および、1985年12月12日 - 1994年1月11日）歴任した。所属政党はケベック自由党。

## 経歴
モントリオールにて労働者階級の家庭に生まれた。モントリオール大学ロースクールを1956年に卒業後、翌年にはケベック弁護士会（Barreau du Québec）に入会。1958年に造船業を営む有力な家系のシマール家の娘アンドレ・シマール（Andrée Simard）と結婚。その後はオックスフォード大学で学び、1960年にハーバード大学では政治経済学の学位を獲得。帰国後は連邦政府の歳入庁に財務顧問として勤務した。また、モントリオール大学とラヴァル大学で公共財政学の教鞭をとっていた。

### 政治家としての経歴

#### ケベック州首相第1期
ブラッサは1966年にケベック立法議会（ケベック州議会）の議員として（モントリオールの）メルシエ選挙区から選出され、1970年にはケベック自由党の党首選挙で党首に選出された。自らを若手の優秀な実務家として位置づけ、雇用創出を最重要課題とし「100,000 jobs」（10万人の職を創出）をスローガンとした。ブラッサはケベック州の巨大な水力発電資源をケベックの近代化と雇用創出を実現する最も効率的な原動力と考えた。1970年のケベック州総選挙で保守系の与党ユニオン・ナシオナールを破り、ケベック史上最も若い州首相となった。
1970年に副首相兼財務相ピエール・ラポルテが誘拐され暗殺されるというオクトーバー・クライシスが発生すると、ブラッサはカナダ首相ピエール・トルドーに戦時措置法の発動を求めた。
ブラッサとトルドーは連邦政府と州政府間でよく対立した。特にトルドーはケベック・ナショナリズムは連邦政府の統治を脅かすケベック独立への譲歩として考えていた。1971年にはヴィクトリア憲章の憲法改正の動議に一度加わったが、ケベックへの権利増強が不十分との批判を受け、ブラッサが支持を中止すると、動議自身が勢いを失った。
ブラッサは任期中、ケベックにおけるフランス語政策の強化を目的とした政策を実行した。1974年にケベック公用語法（Loi sur la langue officielle）を制定し、フランス語が州唯一の公用語であることを宣言した。その結果、英領北アメリカ法（カナダ憲法にあたる）下では英語話者の権利は保障されているものの、ケベックは公式に英仏二カ国語の州ではなくなった。多くの企業や専門家はこの条件で事業を行うことが出来ないため英語話者からは憤慨され、仏語話者からは十分でないと中傷された。
ブラッサはジェームス湾水力発電事業を1971年に開始し、1975年には「ジェームス湾北ケベック合意」をその地域居住の先住民族であるクリー族およびイヌイットと締結した。ブラッサ政権は1976年モントリオールオリンピックの運営時にも、費用増大と建設遅延から救うなど大きな役割を果たした。しかしその後、汚職スキャンダルに巻き込まれることになった。
ブラッサは1976年の総選挙では、汚職スキャンダルや言語論争を受け、ケベック独立派のケベック党党首ルネ・レベックに大敗した。

#### ケベック州首相第2期
ブラッサは1985年の総選挙でケベック自由党の党首として出馬したが、自身は地元の選挙区でケベック党議員に敗北した。その後、1986年のサン・ローラン選挙区補欠選挙で再選した。ケベック州首相としての2期目では、フランス語憲章の一部を違憲とするカナダ最高裁判所の判断を、「自由と権利に関するカナダ憲章（The Charter of Rights and Freedoms）」の33条（拒否権条項）を引き合いに出し無効と主張し、英語話者の閣僚が辞任する事態となった。しかししばらく経って、フランス語憲章を一部改定も行い、ケベックでの言語議論を下火にする結果となった。
ブラッサはまた、カナダ憲法上ケベックを「特別な社会」と表現するよう認めさせ、憲法改正議論の中でケベック市民の不満をカナダ内でも解消出来るよう主張した。時のカナダ首相ブライアン・マルルーニーと協力することで、1987年の憲法改正ミーチレイク合意と 1992年のシャーロットタウン合意議論を通じ、連邦政府から多くの譲歩を引き出した。ミーチレイク合意は1990年にマニトバ州とニューファンドランド州でそれぞれの州首相が合意したものを、議会が批准拒否したことで成立しなかった。シャーロットタウン合意は1992年にブラッサが譲歩しすぎとの印象が広がり、ケベック州での州民投票の結果否決され、成立しなかった。

### 政界引退、逝去
1994年に政界から引退、自由党党首はダニエル・ジョンソン・ジュニア（Daniel Johnson, Jr.）が引きついだ。1996年に悪性黒色腫（メラノーマ）により63歳で死去した。モントリオールのノートルダム＝デ＝ネージュ墓地に埋葬された。